# خانه اخباری
خانه اخباری مربوط به دوره صفوی - دوره زند است و در کاشان، خیابان غیاث الدین کاشانی، کوچه جنب تکیه سر سنگ واقع شده و این اثر در تاریخ ۱۰ خرداد ۱۳۸۲ با شمارهٔ ثبت ۹۱۴۶ به‌عنوان یکی از آثار ملی ایران به ثبت رسیده است.